# Geisson Perea
Geisson Alexander Perea Ocoró (Cali, 6 agosto 1991) è un calciatore colombiano, difensore dell'Inter de Palmira.

## Carriera
Dopo aver giocato a lungo tra la massima serie e la seconda divisione del campionato colombiano, nel dicembre del 2021 viene acquistato dai messicani del Pachuca, ai quali si unirà alla rosa a partire dal 1º gennaio 2022.

## Statistiche

### Presenze e reti nei club
Statistiche aggiornate al 18 gennaio 2022.
| Stagione                    | Squadra                     | Campionato                  | Campionato | Campionato | Coppe nazionali | Coppe nazionali | Coppe nazionali | Coppe continentali | Coppe continentali | Coppe continentali | Altre coppe | Altre coppe | Altre coppe | Totale | Totale |
| Stagione                    | Squadra                     | Comp                        | Pres       | Reti       | Comp            | Pres            | Reti            | Comp               | Pres               | Reti               | Comp        | Pres        | Reti        | Pres   | Reti   |
| --------------------------- | --------------------------- | --------------------------- | ---------- | ---------- | --------------- | --------------- | --------------- | ------------------ | ------------------ | ------------------ | ----------- | ----------- | ----------- | ------ | ------ |
| 2011                        | Boca Juniors de Cali        | B                           | 27         | 4          | CC              | 8               | 2               |                    | -                  | -                  |             | -           | -           | 35     | 6      |
| 2012                        | Boca Juniors de Cali        | B                           | 36         | 7          | CC              | 6               | 1               |                    | -                  | -                  |             | -           | -           | 42     | 8      |
| 2013                        | Boca Juniors de Cali        | B                           | 8          | 0          | CC              | 2               | 0               |                    | -                  | -                  |             | -           | -           | 10     | 0      |
| Totale Boca Juniors de Cali | Totale Boca Juniors de Cali | Totale Boca Juniors de Cali | 71         | 11         |                 | 16              | 3               |                    | -                  | -                  |             | -           | -           | 87     | 14     |
| 2013                        | La Equidad                  | A                           | 1          | 0          | CC              | 0               | 0               |                    | -                  | -                  |             | -           | -           | 1      | 0      |
| 2015                        | Real Cartagena              | B                           | 23         | 1          | CC              | 7               | 1               |                    | -                  | -                  |             | -           | -           | 30     | 2      |
| 2016                        | Real Cartagena              | B                           | 8          | 0          | CC              | 1               | 0               |                    | -                  | -                  |             | -           | -           | 9      | 0      |
| 2017                        | Real Cartagena              | B                           | 26         | 2          | CC              | 2               | 0               |                    | -                  | -                  |             | -           | -           | 28     | 2      |
| Totale Real Cartagena       | Totale Real Cartagena       | Totale Real Cartagena       | 57         | 3          |                 | 10              | 1               |                    | -                  | -                  |             | -           | -           | 67     | 4      |
| 2018                        | Once Caldas                 | A                           | 26         | 0          | CC              | 4               | 1               |                    | -                  | -                  |             | -           | -           | 30     | 1      |
| 2019                        | Deportivo Pasto             | A                           | 41         | 5          | CC              | 6               | 0               |                    | -                  | -                  |             | -           | -           | 47     | 5      |
| 2020                        | Atlético Nacional           | A                           | 10         | 0          | CC              | 0               | 0               | CS                 | 0                  | 0                  |             | -           | -           | 10     | 0      |
| 2021                        | Atlético Nacional           | A                           | 28         | 1          | CC              | 5               | 1               | CL                 | 9                  | 0                  |             | -           | -           | 42     | 2      |
| Totale Atlético Nacional    | Totale Atlético Nacional    | Totale Atlético Nacional    | 38         | 1          |                 | 5               | 1               |                    | 9                  | 0                  |             | -           | -           | 52     | 2      |
| gen.-mag. 2022              | Pachuca                     | LMX                         | 0          | 0          |                 | -               | -               |                    | -                  | -                  |             | -           | -           | 0      | 0      |
| Totale carriera             | Totale carriera             | Totale carriera             | 234        | 20         |                 | 41              | 6               |                    | 9                  | 0                  |             | -           | -           | 284    | 26     |

## Palmarès

### Club

#### Competizioni nazionali
- Copa Colombia: 1

Atlético Nacional: 2021